# Каупо
Ка́упо (лів. Kaupo; ? — 22 вересня 1217) — лівський князь з Таарської (Турайдської) землі, господар замку Таара (Турайда, Торейда, Трейден). У «Хроніці Лівонії» згадується як «квазі-король і старший лівів Торейди» (лат. quasi rex et senior Lyvonum de Thoreida). Володів землями на правому березі річки Гауя. Був політичним опонентом лівського князя Дабрела, що панував на лівому березі.

## Біографія
Пращур шляхетного роду Лівенів (Лівів). Одним із перших лівських правителів прийняв християнство (бл. 1192 або 1200; ймовірно, від німецького католицького ченця-цистеріанця Теодоріха Трейденського; отримав хрещене ім’я — Яків (Якоб)). Був союзником німецьких колоністів та ризького єпископа Альберта фон Буксгевдена. У 1203—1204 рр. у супроводі Теодоріха відвідав Німеччину і Рим. Був на аудієнції папи римського Інокентія III (1203), який надав йому щедрі подарунки і лицарський титул з прізвищем Ліве. 1206 року втратив свої володіння внаслідок повстання лівів під проводом Ако, який захопив Таарську землю й спалив княжий замок; повернув отчину завдяки німецькій військовій допомозі (1212). Брав участь у хрестових походах проти балтів та естів. Допоміг рижанам зняти облогу куршів (1210), відзначився у битвах при Вендені та на річці Імера (1210; в останній втратив свого сина Бертольда). Під час Аутинського антинімецького повстання 1212 року безуспішно намагався замирити єпископа Альберта з балтійськими племенами. Здійснив виправи до Сонтагани (1211) та Сакали (1211). Отримав тяжке поранення в бою при Вільянді з естами князя Лембіту (21 вересня 1217); помер наступного дня. Похований у Крімулдській церкві. Заповідав своє майно Католицькій церкві у Лівонії; його нащадки були васалами ризьких єпископів. В романтичній історіографії XIX ст. оцінювався по-різному: як зрадник власного народу і німецький запроданць, або як видатний діяч, що прагнув долучити свій народ до надбань християнської європейської цивілізації. Сучасні історики відзначають, що німці використовували Каупо для утвердження своїх позицій в Лівонії; так само і лівський князь користувався їхньою військово-політичною потугою для консолідації особистої влади серед лівів.